# PRIM2
A DNS-primáz nagy alegysége a PRIM2 gén által kódolt enzimalegység.
A DNS-replikáció az eukarióta sejtekben komplex kromoszomális replikációs szerkezettel történik, ahol a DNS-polimeráz α és a primáz a két fő összetevője, ezen belül primáz egy kis és egy nagy alegység heterodimerje, kis RNS-primereket szintetizál a nem folytonos DNS-replikáció során keletkező Okazaki-töredékekhez. E gén a primáz 58 kDa-os nagy alegységét kódolja.

## Szerkezet
A PRIM2 509 aminosavból áll, és 22 α-hélixet tartalmaz. Az 1–252. aminosav közt az N-terminális, a 252–271. aminosav közt az összekötő, a 271–509. aminosav közt a C-terminális szakasz van. A C-terminális szakasz [4Fe–4S] csoportot tartalmaz, az N-terminális cinket. Az N-terminális doménhez köt a PRIM1. Az N58 és az L372, valamint a K80 és a 20. és a 21. hélix közt lévő T418 közt hidrogénkötés van.

## Funkció
A DNS-polimeráz α–primáz komplex részeként a primáz a primerképzésben és a replikáció elindításában fontos. Fontos a kromatinátszervezésben. A PRIM1 az enzim katalitikus, a PRIM2 a szerkezeti és szabályzó egysége.

## Klinikai jelentőség

### Rák
A DNS-primáz nagy alegységének mennyisége fontos proliferációs marker, melynek szintje a sejtciklus során változik.

### Sztentbeültetés
Bár több tanulmány szerint az alacsony véráramlás gyorsítja a sejtciklust az érfalakban, a sztentbeültetés Campolo et al. 2014-es tanulmánya szerint csökkenti. Ennek oka feltehetően a reendotelializációt gátló kis áramlási zavarok létrejötte, melyek elősegítik a vérrögképződést. A gyulladás- és az apoptózismediátorok se a sztenttel függnek össze, hanem az áramlásváltozással. A CXCR4 és a CARD8 expressziója nő, a TNFAIP3-é csökken patológiás szakítófeszültség esetén.

## Fordítás
Ez a szócikk részben vagy egészben  a   PRIM2 című angol Wikipédia-szócikk ezen változatának fordításán alapul.  Az eredeti cikk szerkesztőit annak laptörténete sorolja fel. Ez a jelzés csupán a megfogalmazás eredetét és a szerzői jogokat jelzi, nem szolgál a cikkben szereplő információk forrásmegjelöléseként.